# Copa Libertadores Femenina de América
La CONMEBOL Libertadores Femenina es una competició pèr a clubs femenins de futbol dels països de la CONMEBOL.
És una de les dues competicions continentals oficials de futbol femení a nivell de clubs, juntament amb la Lliga de Campions Femenina de la UEFA. A diferència de la Copa Libertadores masculina es juga a una única seu al llarg d'uns déu dies, amb una fase de grups i una final a quatre.
A excepció de l'edició del 2012, que va guanyar Colo Colo, totes les edicions jugades fins ara han sigut guanyades per equips del Brasil, on es va organitzar sempre el torneig fins que al 2015 es va jugar per primera vegada a un altre pais, Colòmbia. El Santos i el São José són els clubs amb més títols, tres i dos respectivament.

## Palmarès
| En negreta = Equip guanyador (1) = Nombre de títols (p.) = Penaltis Nota: Noms dels equips segons l'època. |

| Edició | Temp. | Data       | Campió                | Resultat      | Subcampió              | Seu                                                       | refs. |
| ------ | ----- | ---------- | --------------------- | ------------- | ---------------------- | --------------------------------------------------------- | ----- |
| I      | 2009  | 18-10-2009 | Santos (1)            | 9–0           | UAA                    | Estadio Urbano Caldeira, Santos                           | [ 2 ] |
| II     | 2010  | 17-10-2010 | Santos (2)            | 1–0           | Everton                | Arena Barueri, Barueri                                    |       |
| III    | 2011  | 27-11-2011 | São José (1)          | 1–0           | Colo-Colo              | Estadio Mario Martins Pereira, São José dos Campos        |       |
| IV     | 2012  | 25-11-2012 | Colo-Colo (1)         | 0–0 (4–2, p.) | Foz Cataratas          | Estadio Severino Cándido Carneiro, Vitória de Santo Antão |       |
| V      | 2013  | 07-11-2013 | São José (2)          | 3-1           | Formas Íntimas         | Estadio ABC, Foz do Iguaçu                                |       |
| VI     | 2014  | 16-11-2014 | São José (3)          | 5-1           | Caracas FC             | Estadio Mario Martins Pereira, São José dos Campos        |       |
| VII    | 2015  | 08-11-2015 | Ferroviária (1)       | 3-1           | Colo-Colo              | Estadi Atanasio Girardot Medellin                         |       |
| VIII   | 2016  | 20-12-2016 | Sportivo Limpeño (1)  | 2-1           | Estudiantes de Guárico | Estadi Profesor Alberto Suppici Colonia                   |       |
| IX     | 2017  | 21-11-2017 | Audax/Corinthians (1) | 0-0 (5-4, p.) | Colo-Colo              | Estadi Arsenio Erico Asunción                             |       |
| X      | 2018  | 02-12-2018 | Atlético Huila (1)    | 1-1 (5-3, p.) | Santos                 | Arena da Amazônia Manaus                                  |       |
| XI     | 2019  | 28-10-2019 | Corinthians (2)       | 2-0           | Ferroviária            | Estadi Olímpic Atahualpa Quito                            |       |
| XII    | 2020  | 21-03-2021 | Ferroviária (2)       | 2-1           | America de Cali        | Estadi José Amalfitani Buenos Aires                       |       |
| XIII   | 2021  | 16-10-2021 | Corinthians (3)       | 2-0           | Santa Fe               | Estadi Gran Parque Central Montevideo                     |       |
| XIV    | 2022  | 28-10-2022 | Palmeiras (1)         | 4-1           | Boca Juniors           | Estadi Rodrigo Paz Delgado Quito                          | [ 3 ] |